# Leichtathletik-Balkan-Hallenmeisterschaften 2024
Die 28. Leichtathletik-Balkan-Hallenmeisterschaften fanden am 10. Februar 2024 in der Ataköy Athletics Arena im türkischen Istanbul statt.

## Ergebnisse Männer

### 60 m
| Platz | Athlet                | Land | Zeit (s) |
| ----- | --------------------- | ---- | -------- |
| 1     | Anej Čurin Prapotnik  | SVN  | 6,66     |
| 2     | Ertan Özkan           | TUR  | 6,68     |
| 3     | Aykut Ay              | TUR  | 6,71 SB  |
| 4     | Theodoros Vrontinos   | GRC  | 6,71     |
| 5     | Aleksa Kijanović      | SRB  | 6,72     |
| 6     | Ioannis Nyfandopoulos | GRC  | 6,74     |
| 7     | Roko Farkaš           | CRO  | 6,83     |
| 8     | Francesco Sansovini   | SMR  | 6,91     |

### 400 m
| Platz | Athlet            | Land | Zeit (s) |
| ----- | ----------------- | ---- | -------- |
| 1     | Berke Akçam       | TUR  | 46,43 PB |
| 2     | Rok Ferlan        | SVN  | 46,63 PB |
| 3     | Franko Burraj     | ALB  | 46,89 SB |
| 4     | Sorin Voinea      | ROU  | 46,91 PB |
| 5     | Boško Kijanović   | SRB  | 47,21    |
| 6     | Lovro Mesec Košir | SVN  | 47,27 SB |
| 7     | İlyas Çanakçı     | TUR  | 47,46    |
| 8     | Graham Pellegrini | MLT  | 47,55 NR |

Zusammenfassung der besten acht aus drei Zeitläufen.

### 800 m
| Platz | Athlet               | Land | Zeit (min)    |
| ----- | -------------------- | ---- | ------------- |
| 1     | Ömer Faruk Bozdağ    | TUR  | 1:47,74 CR NR |
| 2     | Salih Teksöz         | TUR  | 1:48,10 PB    |
| 3     | Charidimos Xenidakis | GRC  | 1:48,10 NR    |
| 4     | Jan Vukovič          | SVN  | 1:48,53 PB    |
| 5     | Marino Bloudek       | CRO  | 1:48,64 SB    |
| 6     | Cristian Voicu       | ROU  | 1:48,84 SB    |
| 7     | Martin Balabanow     | BUL  | 1:52,43       |
| 8     | Jovan Rosić          | BIH  | 1:53,27 =SB   |

Zusammenfassung der besten acht aus zwei Zeitläufen.

### 1500 m
| Platz | Athlet                  | Land | Zeit (min) |
| ----- | ----------------------- | ---- | ---------- |
| 1     | Jerwand Mkrttschjan     | ARM  | 3:44,55    |
| 2     | Mehmet Çelik            | TUR  | 3:44,87    |
| 3     | Abdurrahman Gediklioğlu | TUR  | 3:45,67    |
| 4     | Kevin Kamenschak        | AUT  | 3:46,71    |
| 5     | Panagiotis Petroulakis  | GRC  | 3:47,86 PB |
| 6     | Nicolae Coman           | ROU  | 3:49,17 SB |
| 7     | Rok Markelj             | SVN  | 3:50,72    |
| 8     | Maksym Karajm           | UKR  | 3:53,38    |

### 3000 m
| Platz | Athlet             | Land | Zeit (min) |
| ----- | ------------------ | ---- | ---------- |
| 1     | Elzan Bibić        | SRB  | 8:07,85    |
| 2     | Iwo Balabanow      | BUL  | 8:10,61    |
| 3     | Aldin Ćatović      | SRB  | 8:12,76 PB |
| 4     | Ayetullah Aslanhan | TUR  | 8:13,41    |
| 5     | Marios Anagnostou  | GRC  | 8:17,67    |
| 6     | Ali Tunç           | TUR  | 8:19,68    |

### 60 m Hürden
| Platz | Athlet                  | Land | Zeit (s) |
| ----- | ----------------------- | ---- | -------- |
| 1     | Filip Jakob Demšar      | SVN  | 7,70 =PB |
| 2     | Mikdat Sevler           | TUR  | 7,74 SB  |
| 3     | Alin Anton              | ROU  | 7,77 SB  |
| 4     | Stanislaw Stankow       | BUL  | 7,87     |
| 5     | Bogdan Vidojković       | SRB  | 7,89 PB  |
| 6     | Serhat Bulut            | TUR  | 7,92 PB  |
| 7     | Konstandinos Douvalidis | GRC  | 7,94     |
| 8     | Ioannis Kamarinos       | GRC  | 7,95     |

Zusammenfassung der besten acht aus zwei Zeitläufen.

### 4 × 400 m Staffel
| Platz | Land     | Athleten                                                | Zeit (min) |
| ----- | -------- | ------------------------------------------------------- | ---------- |
| 1     | Türkei   | Yağız Canlı İlyas Çanakçı Oğuzhan Kaya Berke Akçam      | 3:12,09    |
| 2     | Kroatien | Lukas Cik Marino Bloudek Vito Kovačić Roko Farkaš       | 3:23,69    |
| 3     | Rumänien | Cristian Voicu Cristian Sava Nicolae Coman Sorin Voinea | 3:34,96    |

### Hochsprung
| Platz | Athlet               | Land | Höhe (m) |
| ----- | -------------------- | ---- | -------- |
| 1     | Dmytro Nikitin       | UKR  | 2,20 =SB |
| 2     | Valentin Androne     | ROU  | 2,15 SB  |
| 2     | Kyrylo Luzenko       | UKR  | 2,15     |
| 4     | Marko Šuković        | BIH  | 2,15 PB  |
| 5     | Enes Talha Şenses    | TUR  | 2,10     |
| 6     | Alperen Acet         | TUR  | 2,10     |
| 7     | David Bejinaru       | ROU  | 2,05     |
| 8     | Lionel Afan Strasser | AUT  | 1,95     |

### Stabhochsprung
| Platz | Athlet                  | Land | Höhe (m) |
| ----- | ----------------------- | ---- | -------- |
| 1     | Ioannis Rizos           | GRC  | 5,40     |
| 2     | Oleksandr Onufrijew     | UKR  | 5,40 =SB |
| 3     | Ivan Horvat             | CRO  | 5,20 =SB |
| 4     | Mustafa Berkay Gürmeriç | TUR  | 5,10 =PB |

### Weitsprung
| Platz | Athlet                  | Land | Weite (m) |
| ----- | ----------------------- | ---- | --------- |
| 1     | Luka Ćurković           | CRO  | 7,81 PB   |
| 2     | Andreas Trajkovski      | MKD  | 7,79 SB   |
| 3     | Boschidar Sarabojukow   | BUL  | 7,74      |
| 4     | Nikolaos Stamatonikolos | GRC  | 7,70      |
| 5     | Luka Bošković           | SRB  | 7,67      |
| 6     | Cristian Sava           | ROU  | 7,49      |
| 7     | Jaroslaw Issatschenkow  | UKR  | 7,48      |
| 8     | Dino Subašič            | SVN  | 7,45      |

### Dreisprung
| Platz | Athlet                 | Land | Weite (m) |
| ----- | ---------------------- | ---- | --------- |
| 1     | Can Özüpek             | TUR  | 16,48 SB  |
| 2     | Lewon Aghasjan         | ARM  | 16,28 SB  |
| 3     | Nikolaos Andrikopoulos | GRC  | 16,25 SB  |
| 4     | Dimitris Tsiamis       | GRC  | 16,13     |
| 5     | Endiorass Kingley      | AUT  | 16,01 SB  |
| 6     | Wladyslaw Schepeljew   | UKR  | 15,97     |
| 7     | Latschesar Waltschew   | BUL  | 15,89     |
| 8     | Gor Howakimjan         | ARM  | 15,59     |

### Kugelstoßen
| Platz | Athlet                | Land | Weite (m) |
| ----- | --------------------- | ---- | --------- |
| 1     | Mesud Pezer           | BIH  | 20,75     |
| 2     | Odysseas Mouzenidis   | GRC  | 19,25 SB  |
| 3     | Giorgi Mudscharidse   | GEO  | 19,19     |
| 4     | Muhamet Ramadani      | KOS  | 18,19     |
| 5     | Nermin Štitkovac      | BIH  | 18,12     |
| 6     | Ihor Mussijenko       | UKR  | 18,06     |
| 7     | Fatih Alpaslan        | TUR  | 17,40     |
| 8     | Konstantinos Gennikis | GRC  | 17,08     |

## Ergebnisse Frauen

### 60 m
| Platz | Athletin                  | Land | Zeit (s) |
| ----- | ------------------------- | ---- | -------- |
| 1     | Polyniki Emmanouilidou    | GRC  | 7,30     |
| 2     | Mia Wild                  | CRO  | 7,42     |
| 3     | Simay Özçiftçi            | TUR  | 7,42 =PB |
| 4     | Artemis-Melina Anastasiou | GRC  | 7,44     |
| 5     | Lucija Potnik             | SVN  | 7,47     |
| 6     | Maja Mihalinec Zidar      | SVN  | 7,47     |
| 7     | Alessandra Gasparelli     | SMR  | 7,48     |
| 8     | Kristen Radukanowa        | BUL  | 7,54     |

### 400 m
| Platz | Athletin                         | Land | Zeit (s) |
| ----- | -------------------------------- | ---- | -------- |
| 1     | Alexandra Uță                    | ROU  | 54,6     |
| 2     | Eda Nur Tulum                    | TUR  | 54,9     |
| 3     | Sıla Koloğlu                     | TUR  | 55,3     |
| 4     | Natalija Pyroschenko-Tschornomas | UKR  | 55,51 SB |
| 5     | Kalliopi Kountouri               | CYP  | 55,71 PB |
| 6     | Nicole Milić                     | CRO  | 55,8     |
| 7     | Lamiyə Vəliyeva                  | AZE  | 56,14 NR |
| 8     | Drita Islami                     | MKD  | 56,54 SB |

Zusammenfassung der besten acht aus drei Zeitläufen.

### 800 m
| Platz | Athletin                 | Land | Zeit (min) |
| ----- | ------------------------ | ---- | ---------- |
| 1     | Nina Vuković             | CRO  | 2:01,75 PB |
| 2     | Caroline Bredlinger      | AUT  | 2:01,76 PB |
| 3     | Veronika Sadek           | SVN  | 2:03,40 PB |
| 4     | Dilek Koçak              | TUR  | 2:03,40 PB |
| 5     | Stavri Filippou          | CYP  | 2:05,28 NR |
| 6     | Georgia-Maria Despollari | GRC  | 2:06,49    |
| 7     | Ellada Alawerdjan        | ARM  | 2:07,97 NR |
| 8     | Liljana Georgiewa        | BUL  | 2:08,11 PB |

### 1500 m
| Platz | Athletin                    | Land | Zeit (min) |
| ----- | --------------------------- | ---- | ---------- |
| 1     | Luiza Gega                  | ALB  | 4:15,84    |
| 2     | Burcu Subatan               | TUR  | 4:17,95 PB |
| 3     | Koraini-Anthi Kiriakopoulou | GRC  | 4:19,12 PB |
| 4     | Klara Andrijašević          | CRO  | 4:20,56 SB |
| 5     | Uljana Ratschynska          | UKR  | 4:22,31 PB |
| 6     | Gresa Bakraçi               | KOS  | 4:23,01 NR |
| 7     | Esmanur Yılmaz              | TUR  | 4:31,72    |
| 8     | Marie Glaser                | AUT  | 4:36,76 PB |

### 3000 m
| Platz | Athletin            | Land | Zeit (min)  |
| ----- | ------------------- | ---- | ----------- |
| 1     | Luiza Gega          | ALB  | 09:07,03    |
| 2     | Pelinsu Şahin       | TUR  | 09:13,18 PB |
| 3     | Anastasia Marinakou | GRC  | 09:14,06    |
| 4     | Mihaela Botnari     | MDA  | 10:14,75 PB |
|       | Derya Kunur         | TUR  | DNF         |

### 60 m Hürden
| Platz | Athletin           | Land | Zeit (s) |
| ----- | ------------------ | ---- | -------- |
| 1     | Nika Glojnarič     | SVN  | 8,08 PB  |
| 2     | Mia Wild           | CRO  | 8,13     |
| 3     | Anja Lukić         | SRB  | 8,16     |
| 4     | Hanna Plotizyna    | UKR  | 8,18     |
| 5     | Ivana Lončarek     | CRO  | 8,21     |
| 6     | Dafni Georgiou     | CYP  | 8,23 SB  |
| 7     | Anamaria Nesteriuc | ROU  | 8,24     |
| 8     | Natalija Jurtschuk | UKR  | 8,34     |

Zusammenfassung der besten acht aus zwei Zeitläufen.

### 4 × 400 m Staffel
| Platz | Land     | Athletin                                                 | Zeit (min) |
| ----- | -------- | -------------------------------------------------------- | ---------- |
| 1     | Türkei   | Elif Polat Sıla Koloğlu Büşra Barbaros Eda Nur Tulum     | 3:46,80    |
| 2     | Kroatien | Lorena Faktor Klara Andrijašević Olja Galić Nicole Milić | 3:54,54    |
| 3     | Albanien | Iljana Beqiri Paola Shyle Relaksa Dauti Zhuljeta Çejku   | 4:07,72    |

### Hochsprung
| Platz | Athletin        | Land | Höhe (m) |
| ----- | --------------- | ---- | -------- |
| 1     | Mirela Demirewa | BUL  | 1,89     |
| 2     | Daniela Stanciu | ROU  | 1,86 SB  |
| 3     | Panagiota Dosi  | GRC  | 1,86     |
| 4     | Buse Savaşkan   | TUR  | 1,80     |
|       | Berra Aygün     | TUR  | NMH      |

### Stabhochsprung
| Platz | Athletin             | Land | Höhe (m) |
| ----- | -------------------- | ---- | -------- |
| 1     | Jana Hladijtschuk    | UKR  | 4,40 SB  |
| 2     | Eleni-Klaoudia Polak | GRC  | 4,30     |
| 3     | Ariadni Adamopoulou  | GRC  | 4,30 SB  |
| 4     | Buse Arıkazan        | TUR  | 4,30 SB  |
| 5     | Demet Parlak         | TUR  | 4,20     |
| 6     | Vita Benedetič       | SVN  | 4,10     |
|       | Sana Grillo          | MLT  | NMH      |

### Weitsprung
| Platz | Athletin               | Land | Weite (m) |
| ----- | ---------------------- | ---- | --------- |
| 1     | Iryna Nerubalschtschuk | UKR  | 6,36 SB   |
| 2     | Plamena Mitkowa        | BUL  | 6,31      |
| 3     | Oksana Malohlowez      | UKR  | 6,27      |
| 4     | Ramona Verman          | ROU  | 6,18      |
| 5     | Maria Stefanopoulou    | GRC  | 6,14      |
| 6     | Galina Nikolowa        | BUL  | 6,04      |
| 7     | Ingeborg Grünwald      | AUT  | 5,93      |
| 8     | Daniela Jelić          | CRO  | 5,86      |

Das Ergebnis der eigentlichen Siegerin Florentina Iușco wurde aufgrund einer Dopingsperre nachträglich annulliert.

### Dreisprung
| Platz | Athletin              | Land | Weite (m) |
| ----- | --------------------- | ---- | --------- |
| 1     | Elena Taloș           | ROU  | 13,89 SB  |
| 2     | Gizem Akgöz           | TUR  | 13,75 SB  |
| 3     | Wiktorija Baraniwska  | UKR  | 13,71     |
| 4     | Maria Purtsa          | GRC  | 13,59     |
| 5     | Diana Ion             | ROU  | 13,47     |
| 6     | Oxana Koreneva        | GRC  | 13,46 SB  |
| 7     | Aleksandrija Mitrović | SRB  | 13,39 SB  |
| 8     | Anastasia Senchiv     | MDA  | 13,35 PB  |

### Kugelstoßen
| Platz | Athletin             | Land | Weite (m) |
| ----- | -------------------- | ---- | --------- |
| 1     | Dimitriana Bezede    | MDA  | 17,86     |
| 2     | Emel Dereli          | TUR  | 16,80 SB  |
| 3     | Maria Mangoulia      | GRC  | 16,04 PB  |
| 4     | Büsra Hatun Ekinci   | TUR  | 15,55     |
| 5     | Sopo Schatirischwili | GEO  | 15,20     |